# Флондора
Флондора (рум. Flondora) — село у повіті Ботошані в Румунії. Входить до складу комуни Маноляса.
Село розташоване на відстані 402 км на північ від Бухареста, 39 км на північний схід від Ботошань, 102 км на північний захід від Ясс.

## Населення
За даними перепису населення 2002 року у селі проживала 581 особа, усі — румуни. Усі жителі села рідною мовою назвали румунську.